# Otto Hettner

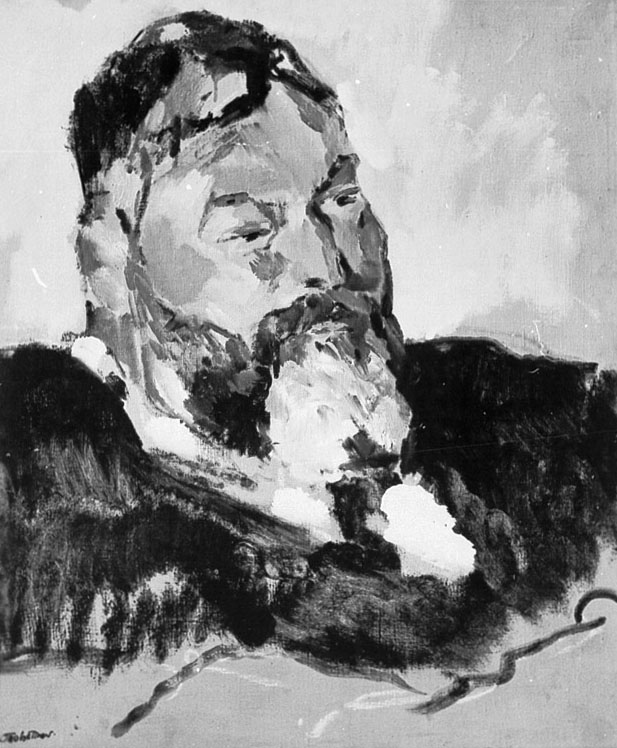
Porträtt av Theodor Däubler, utfört av Otto Hettner.

Otto Hettner, född den 27 januari 1875 i Dresden, död där den 19 april 1931, var en tysk konstnär. Han var son till Hermann Hettner.
Hettner var huvudsakligen verksam som målare, sedan 1917 i Dresden. Hettner var ursprungligen neoimpressionist, men utvecklade en egen dekorativ monumentalstil, påverkad av Pierre Puvis de Chavannes och Hans von Marées, senare även av expressionisterna. Han var även verksam som grafiker och skulptör. Bland hans målningar märks Niobiderna (Dresden), Syndafloden och Parnassen.